# هوراس كوليمبا
هوراس كوليمبا (29 ديسمبر 1939 - 13 مارس 1997) كان سياسيًا تنزانيًا في حزب الثورة.